# Abell 2744
Abell 2744, apodado como Cúmulo de Pandora, es un cúmulo de galaxias gigantes resultado del apilamiento simultáneo de cuando menos cuatro cúmulos de galaxias menores separados, que tuvo lugar durante un intervalo de 350 millones de años Las galaxias en el cúmulo contribuyen con menos del 5% de su masa. El gas (alrededor del 20%) es tan caliente que es detectable únicamente en rayos X. La distribución de materia oscura invisible contribuye con alrededor del 75% de la masa del cúmulo.
Este cúmulo muestra también un halo de radio, junto con otros cúmulos de Abell. Tiene un prominente halo central, además de una cola extendida, que podría ser radiación residual o una extensión del halo central
Abell 2744 fue estudiado por el grupo de Julian Merten y colaboradores de la Universidad de Heidelberg, Alemania. En su estudio combinaron datos del Telescopio Espacial Hubble, Subaru y VLT junto con 34 imágenes producidas de forma natural por lentes gravitacionales de 11 galaxias. Con esto obtuvieron mapa detallado del cúmulo y encontraron una morfología parecida a la hallada en el Cúmulo Bala (1E 0657-56). El cúmulo es el resultado de una colisión de cúmulos, la cual produjo una serie de subestructuras de alrededor de 1014 M⊙.
El cúmulo recibió el nombre de «Cúmulo de Pandora» por el grupo de Merten. De acuerdo a uno de los miembros de este grupo, Renato Dupke: «Lo llamamos “Cúmulo de Pandora” porque [al igual que la caja de Pandora] muchos fenómenos extraños y diferentes se liberaron a partir de la colisión».

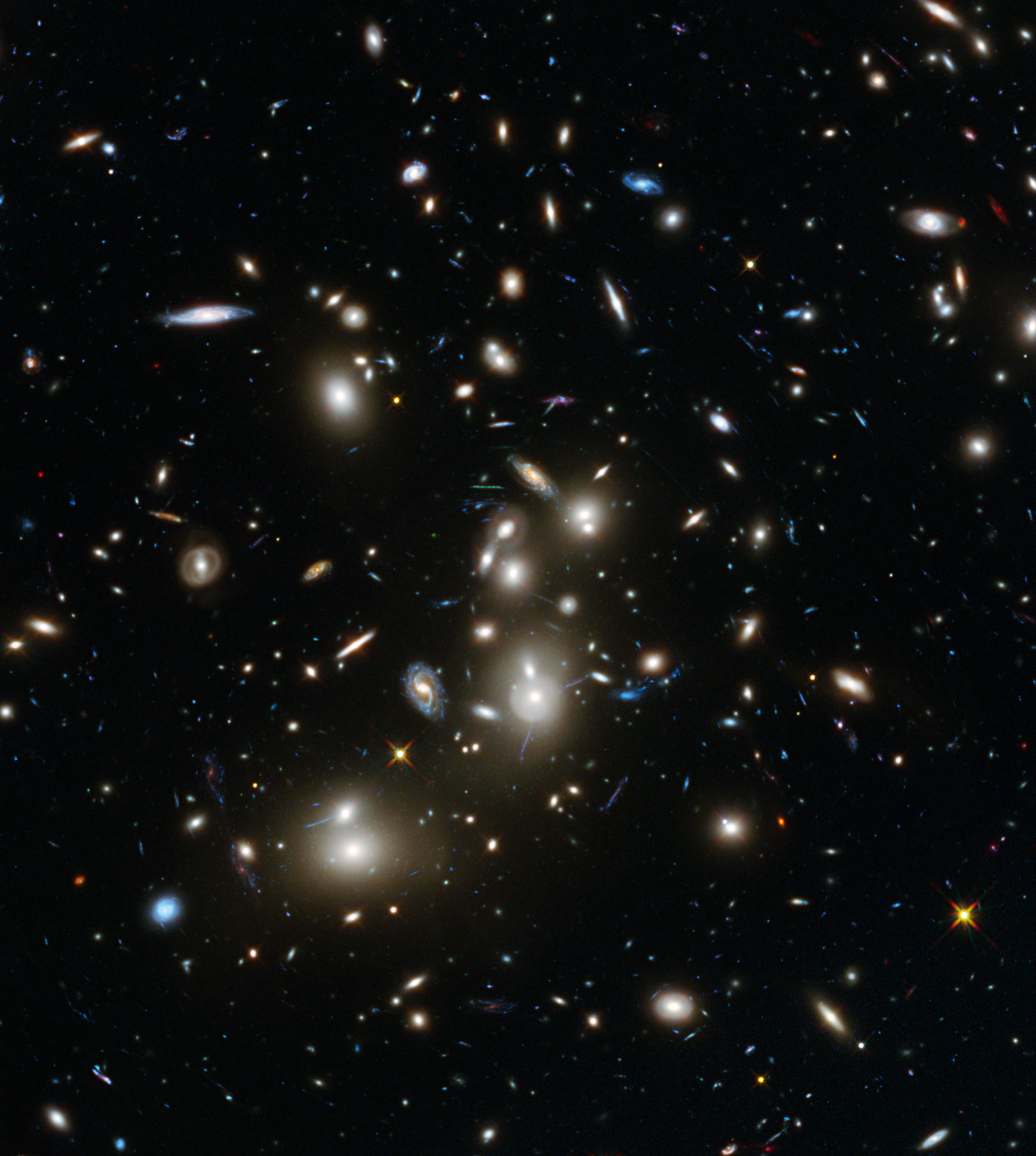
Cúmulo de galaxias Abell 2744 - Telescopio Espacial Hubble (7 de enero de 2014).